# Pericoma alba
Pericoma alba és una espècie d'insecte dípter pertanyent a la família dels psicòdids. Es troba a Europa.